# Sunshine Tour 2010
De Sunshine Tour 2010 was het elfde seizoen van de Sunshine Tour. Het omvat een serie van golftoernooien voor golfprofessionals, dat grotendeels plaatsvond in Zuid-Afrika.
Naast Zuid-Afrika, vond er ook golftoernooien plaats in andere Afrikaanse landen zoals Swaziland, Zambia en Namibië.
De "Order of Merit" van dit seizoen werd gewonnen door de Zuid-Afrikaan Charl Schwartzel.

## Kalender
| Datums | Datums | Toernooi                             | Baan                                | Locatie          | Winnaar             | Score | Score             | Aantekeningen                    |
| ------ | ------ | ------------------------------------ | ----------------------------------- | ---------------- | ------------------- | ----- | ----------------- | -------------------------------- |
| 07-01  | 10-01  | Afrika Open                          | East London Golf Club               | Oost-Londen      | Charl Schwartzel    | 272   | –20               | Verslag                          |
| 14-01  | 17-01  | Joburg Open                          | Johannesburg & Kensington GC        | Johannesburg     | Charl Schwartzel    | 261   | –23               | Verslag                          |
| 11-02  | 14-02  | Dimension Data Pro-Am                | Fancourt (Montagu                   | George           | Darren Fichardt     | 273   | –16               |                                  |
| 18-02  | 21-02  | Telkom PGA Championship              | Country Club Johannesburg           | Johannesburg     | Michiel Bothma      | 268   | –20               |                                  |
| 25-02  | 28-02  | Vodacom Open                         | Pretoria Country Club               | Pretoria         | Hennie Otto         | 260   | –28               |                                  |
| 14-04  | 16-04  | Vodacom Origins of Golf Tour I       | Gardener Ross Golf & Country Estate | Centurion        | Jean Hugo           | 201   | –15               |                                  |
| 21-04  | 23-04  | Zimbabwe Open                        | Royal Harare Golf Club              | Harare, Zimbabwe | Jbe' Kruger         | 269   | –19               |                                  |
| 28-04  | 30-04  | Vodacom Origins of Golf Tour II      | Sishen Golf Club                    | Clarens          | Jaco Van Zyl        | 200   | –16               |                                  |
| 05-05  | 08-05  | Royal Swazi Sun Open                 | Royal Swazi Spa Country Club        | Mbabane          | Keith Horne         | 47    | stablefordtelling |                                  |
| 13-05  | 18-05  | Nashua Golf Challenge                | Gary Player Country Club            | Sun City         | Jaco Van Zyl        | 208   | –8                |                                  |
| 04-06  | 06-06  | Lombard Insurance Classic            | Royal Swazi Spa Country Club        | Mbabane          | Grant Muller po     | 201   | –15               |                                  |
| 28-07  | 30-07  | Vodacom Origins of Golf Tour III     | Humewood Golf Club                  | Port Elizabeth   | Ulrich van den Berg | 202   | –14               |                                  |
| 18-08  | 20-08  | Vodacom Origins of Golf Tour IV      | Selborne Country Club               | Durban           | James Kingston      | 203   | –13               |                                  |
| 27-08  | 29-08  | Zambia Open                          | Ndola Golf Club                     | Ndola            | Adilson da Silva    | 202   | –17               |                                  |
| 01-09  | 03-09  | Telkom PGA Pro-Am                    | Centurion Country Club              | Centurion        | Jaco Van Zyl        | 201   | –15               |                                  |
| 09-09  | 11-09  | South African Pro-Am Invitational    | Randpark Golf Club                  | Johannesburg     | Tyrone Ferreira     | 208   | –8                |                                  |
| 16-09  | 18-09  | Vodacom Origins of Golf Tour V       | Stellenbosch Golf Club              | Stellenbosch     | Jean Hugo           | 199   | –17               |                                  |
| 23-09  | 25-09  | South African Pro-Am Invitational    | Paarl Golf Club                     | Paarl            | Jaco Van Zyl        | 194   | –22               |                                  |
| 30-09  | 02-10  | South African Pro-Am Invitational    | Prince's Grant Golf Club            | KwaDukuza        | Michiel Bothma po   | 206   | –12               | Won de play-off van Jaco Van Zyl |
| 13-10  | 15-10  | Vodacom Origins of Golf Tour (finale | Oubaai Golf Club                    | George           | Justin Harding      | 209   | –7                |                                  |
| 22-10  | 24-10  | Sun Coast Classic                    | Durban Country Club                 | Durban           | Adilson da Silva    | 196   | –20               |                                  |
| 28-10  | 30-10  | Platinum Classic                     | Mooinooi Golf Club                  | Mooinooi         | Jean Hugo           | 196   | –20               |                                  |
| 04-11  | 07-11  | Nashua Masters                       | Wild Coast Sun Country Club         | Port Edward      | Warren Abery        | 267   | –13               |                                  |
| 12-11  | 14-11  | BMG Classic                          | Glendower Golf Club                 | Johannesburg     | Brandon Pieters po  | 205   | –11               | Won de play-off van Ben Mannix   |
| 16-11  | 18-11  | Coca-Cola Charity Championship       | Fancourt (Montagu                   | George           | Branden Grace       | 209   | –7                |                                  |
| 02-12  | 05-12  | Nedbank Golf Challenge               | Gary Player Country Club            | Sun City         | Lee Westwood        | 271   | –17               |                                  |
| 09-12  | 12-12  | Alfred Dunhill Kampioenschap         | Leopard Creek Golf Club             | Malalane         | Pablo Martín        | 277   | –11               | Verslag                          |
| 16-12  | 19-12  | South African Open Championship      | Durban Country Club                 | Durban           | Ernie Els           | 263   | –25               | Verslag                          |

## Order of Merit
| Orde | Speler           | # toernooien | Prijzengeld (R) |
| ---- | ---------------- | ------------ | --------------- |
| 1    | Charl Schwartzel | 6            | 5.097.913,58    |
| 2    | Thomas Aiken     | 7            | 1.959.542,78    |
| 3    | Keith Horne      | 12           | 1.904.949,69    |
| 4    | Jbe' Kruger      | 16           | 1.768.631,59    |
| 5    | Louis Oosthuizen | 7            | 1.392.835,00    |